# Samarkand International Airport
Samarkand International Airport, Oezbeeks: Samarqand Xalqaro Aeroporti, is een internationale luchthaven in Samarkand, Oezbekistan. Het vliegveld ligt ongeveer 6 kilometer van het centrum van de stad en is na Tashkent International Airport de grootste luchthaven van Oezbekistan. Er wordt vanaf de luchthaven gevlogen binnen Azië, Europa en het Midden-Oosten. De luchthaven functioneert als hub voor Air Samarkand.

## Geschiedenis
Samarkand International Airport is de eerste luchthaven in de moderne geschiedenis van Oezbekistan. In 1967 werden de eerste faciliteiten voor het nieuwe vliegveld aangelegd met een startbaan, kleine terminal en infrastructuur. Er waren enkele, voornamelijk binnenlandse, chartervluchten totdat er in de de jaren 80 de eerste lijnvluchten kwamen. De nationale luchtvaartmaatschappij Uzbekistan Airways begon na de oprichting in 1992 met vliegen naar de luchthaven waardoor de passagiersaantallen toenamen.

### Renovatie
Op 27 november 2018 werd door de Oezbeekse president Sjavkat Mirzijojev een decreet ondertekend met als doel om de burgerluchtvaart te verbeteren en moderniseren. In 2020 werd daarom gestart met een volledige renovatie en de bouw van een nieuwe terminal. Het Oezbeekse Uzbekistan EPC company Enter Engineering heeft het werk uitgevoerd gebaseerd op een design van het Turkse designbureau Kiklop Construction. Op 18 maart 2022 werd de nieuwe terminal geopend.

## Nieuwe terminal
De nieuwe terminal werd op 18 maart 2022 feestelijk geopend met als eerste vlucht vlucht HY-045/046 uit Tasjkent. Het aantal vluchten nam toe van 40 naar zo’n 120 vluchten per week. Er zijn tijdens de renovatie 24 nieuwe standplaatsen voor alle soorten vliegtuigen gemaakt met acht gates. Daarnaast zijn er 29 check-in desks, 10 paspoortcontroleposten en 6 e-gates voor vertrekkende passagiers gemaakt. Met een totale oppervlakte van 41.216m2 werd capaciteit vergroot van 300 naar 1000 passagiers per uur en het aantal passagiers zal van 460.000 naar 2 miljoen passagiers per jaar gaan. Het design heeft de vorm van een openliggend boek van de astronoom Ulug Bey. Het dak ziet eruit als een sterrenkaart.

## Luchtvaartmaatschappijen en bestemmingen

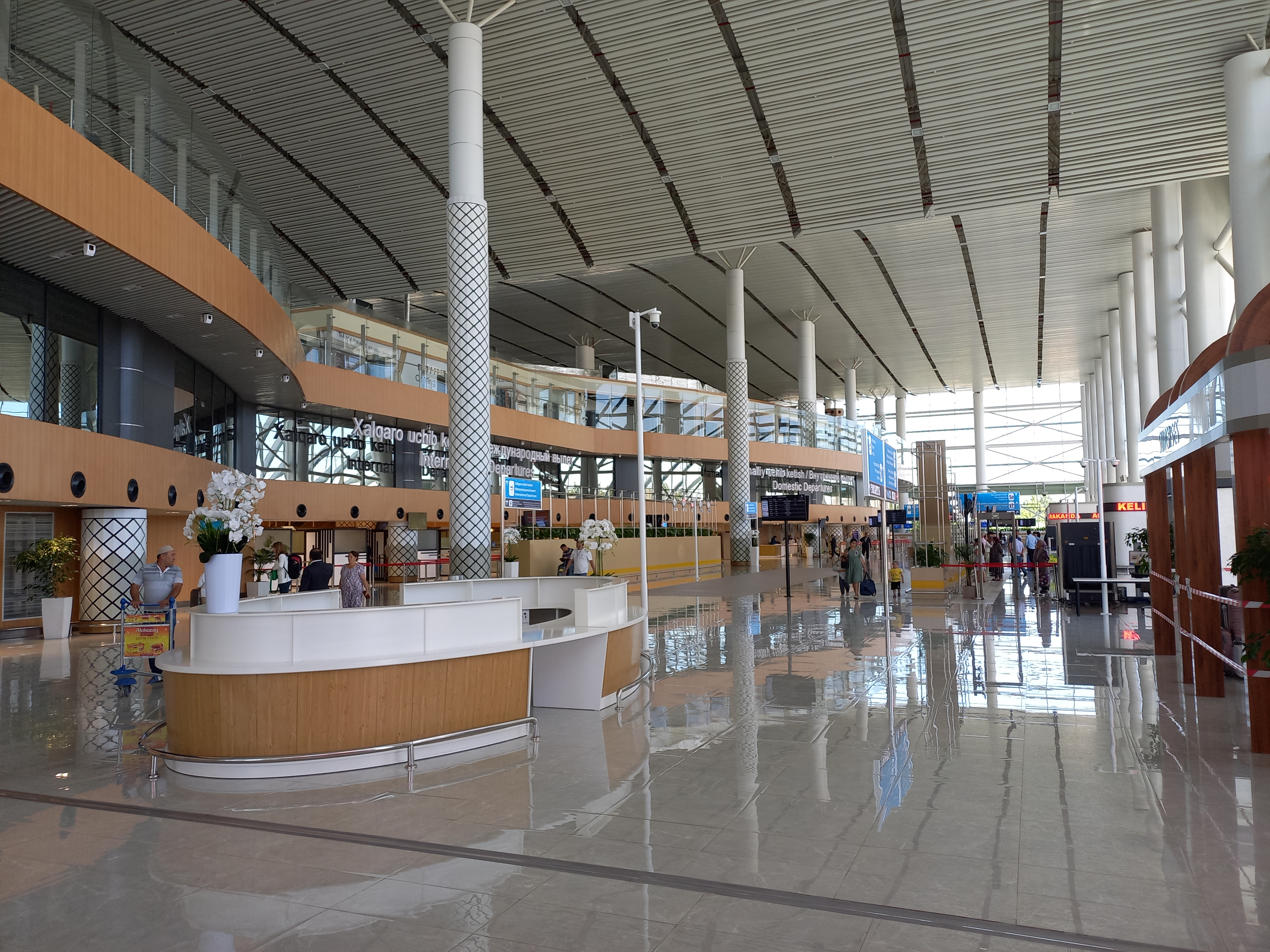
Interieur nieuwe terminal

De luchtvaartmaatschappijen en bestemmingen vanuit Samarkand International Airport zijn (februari 2025):
| Luchtvaartmaatschappij | Bestemmingen                                                                                             |
| ---------------------- | --- |
| Aeroflot               | Moskou, Sint-Petersburg                                                                                  |
| Air Samarkand          | Istanbul, Djedda, Tasjkent                                                                               |
| Azerbaijan Airlines    | Bakoe (hervat 1 april 2025)                                                                              |
| Azimuth                | Moskou, Mineralnye Vody, Oefa, Sotsji                                                                    |
| Centrum Air            | Moskou (vanaf 31 maart 2025), Tasjkent                                                                   |
| Flydubai               | Dubai |
| Jazeera Airways        | Koeweit-Stad                                                                                             |
| Loong Air              | Xi'an |
| Pobeda                 | Moskou, Sint-Petersburg                                                                                  |
| Qanot Sharq            | Istanbul, Jeddah, Moskou, Sint-Petersburg, Tasjkent, Tel Aviv                                            |
| Qazaq Air              | Türkistan                                                                                                |
| Rossiya Airlines       | Sint-Petersburg, Sotsji                                                                                  |
| S7 Airlines            | Novosibirsk                                                                                              |
| Silk Avia              | Farg’ona, Tasjkent, Urganch                                                                              |
| SunExpress             | İzmir |
| Turkish Airlines       | Istanbul                                                                                                 |
| Ural Airlines          | Jekaterinenburg, Krasnojarsk (vanaf 1 april 2025), Moskou–DME, Moskou–ZIA                                |
| Utair                  | Moskou, Samara, Sint-Petersburg                                                                          |
| Uzbekistan Airways     | Andizan, Irkoetsk, Istanbul, Kazan, Moskou, Nizjni Novgorod, Sint-Petersburg, Tasjkent, Tel Aviv, Zaamin |
| Wizz Air Abu Dhabi     | Abu Dhabi                                                                                                |